# Alameda (Miami)
Alameda – dzielnica miasta Miami, na Florydzie w Stanach Zjednoczonych. Położona na północ od miasta Coral Gables. Nazywana również "West Flagler".

## Geografia
Leży na współrzędnych geograficznych 25°45′47″N 80°17′53″W/25,763000 -80,298000, na wysokości 3 m n.p.m.